# Jean Chaffanjon
Pour les autres membres de la famille, voir Famille Chaffanjon.
Jean Chaffanjon, né le 7 septembre 1854 à Arnas (Rhône) et mort le 5 septembre 1913 à pulau Tjitlim (aujourd'hui pulau Citlim), dans les îles Riau (Indes orientales néerlandaises), est un professeur français d'histoire naturelle, explorateur du bassin de l'Orénoque et de l'Asie centrale.

## Biographie

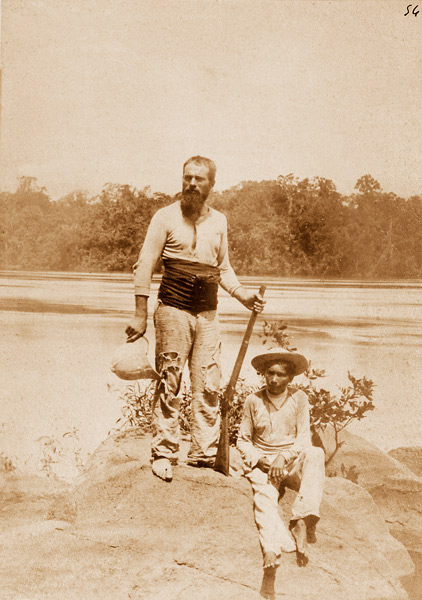
Jean Chaffanjon lors de son expédition de l'Orénoque.

Dès 1870, Jean Chaffanjon combat avec les chemises rouges de Garibaldi, avant d'entrer à l'École normale de Villefranche-sur-Saône.
Nommé instituteur adjoint à Tarare (Rhône), poste qu’il refusera pour poursuivre des études d’anthropologie à Lyon, puis professeur d'histoire naturelle au lycée de Saint-Pierre, en Martinique, Jean Chaffanjon rêvait d'explorer des régions inconnues. Il parvient à se faire confier par le ministère de l'Instruction publique et des Beaux-Arts trois missions d'exploration entre 1884 et 1890 dans le bassin de l'Orénoque, (Venezuela), dont il annoncera même avoir découvert les sources le 18 décembre 1886 (en fait, les véritables sources ne seront découvertes par le Français Joseph Grelier qu'en 1951).
Les récits de ses voyages en Amazonie sont publiés dans Le Tour du monde : nouveau journal des voyages, publié sous la direction d'Édouard Charton (1888).
Il quitte ensuite l'Amérique et se lance en 1894 dans une mission d'exploration en Asie centrale, avec Henri Mangini et Louis Gay (désert de Gobi, Mongolie, Mandchourie). Il effectue des fouilles archéologiques, notamment à Merv. Ses méthodes de travail apparaissent rétrospectivement comme très discutables, comme à Afrasiab (Ouzbékistan). Au Turkestan, il est protégé par le général russe Kouropatkine. Il rapporte de chacune de ses expéditions des collections ethnographiques et anthropologiques, et reçoit les éloges de la Société de géographie, qui lui a attribué son prix en 1888.
Finalement, il se lance dans le négoce en Extrême-Orient, à Vladivostok (où il est nommé conseiller en commerce extérieur de la France) puis à Malacca. Il meurt le 5 septembre 1913 dans l'île de Tjitlim, dans l'archipel de Riau en tombant d'un bateau.

## Le personnage
Jean Chaffanjon est décrit par son petit-fils Arnaud Chaffanjon comme un individu athlétique (il mesure 1,90 m), moustachu, le cheveu ras, à l'accent bourguignon, et dont l'attitude posée et mesurée donnait une impression de puissance. Il avait adhéré à la franc-maçonnerie (Loge maçonnique du Grand Orient, 1884). Ayant refusé la Légion d'honneur pour des raisons politiques, il avait accepté en revanche des distinctions du gouvernement vénézuélien.

## Jean Chaffanjon et Jules Verne
Il a inspiré Jules Verne pour Le Superbe Orénoque (1898), dans lequel le héros Jean de Kermor remonte le cours du fleuve en tenant à la main le livre de l'explorateur ; tandis que lui-même avait lu avec attention plusieurs livres de cet auteur et plus particulièrement Michel Strogoff lors de la préparation de ses voyages en Asie.
La fille de Jean Chaffanjon, Hélène, épouse en 1920, François-Xavier Dezaunay, petit-fils de Caroline dont Jules Verne fut amoureux dans sa jeunesse.

## Sources

### Récits
- in Le Tour du monde (1860), p. 305 sq, 337 sq (Gallica)